# Bukit Udal
Bukit Udal – miasto w Brunei, w dystrykcie Tutong.